# Király Pál (pedagógus)
Nemes dadai Király Pál (Csobád, 1841. december 13. – Budapest, 1902. október 12.) pedagógus, nyelvész, földrajztudós.

## Életútja
Szülei reformátusok, 1840. október 2-án házasodtak össze. 1841. december 13-án született Csobádon nemes dadai Király László és nemes Kováts Erzsébet (szentistvánbaksai születésű) első gyermekeként. Keresztszülei nemes Penyigei-Manczúr István és felesége, nemes dadai Király Borbála.
1852 után a sárospataki református kollégiumban tanult. 1865–1866-ban a Heidelbergi Egyetemen hallgatott filozófiát és pedagógiát, de ezzel párhuzamosan a strassburgi és a zürichi egyetemeket is felkereste. Miután hazatért, Bethlen Sándor családjánál helyezkedett el házinevelőként. 1867-től 1873-ig a nagykőrösi református gimnázium tanára volt, időközben 1870-ben állami ösztöndíjjal nagyobb tanulmányutat tett Ausztriában, Németországban és Svájcban. 1873-ban a fővárosba költözött, és előbb a Budapesti Református Gimnázium tanára lett, majd 1880-tól a Budapesti Állami Tanítóképezdén, a Pedagógiumban a magyar nyelv és irodalom tanára volt.

## Munkássága
Publikációiban elsősorban pedagógiai, nyelvészeti, földrajzi és néprajzi kérdésekkel foglalkozott. Összeállított több magyarnyelv-tankönyvet és olvasókönyvet, földrajzi tankönyvet, emellett lefordította Élisée Reclus földrajzi áttekintését (A Föld, 1879–1881). Részt vett az Osztrák–Magyar Monarchia írásban és képben szerkesztőbizottsági munkálataiban, valamint a Vasárnapi Ujság szerkesztésében. Szépirodalommal is foglalkozott.
1882-től 1886-ig a Magyar Földrajzi Társaság titkári tisztét töltötte be, emellett 1887–1890 között tagja volt az Országos Polgáriiskolai Tanárvizsgáló Bizottságnak. Tiszteleti tagja volt a dauphinéi csillagászati társaságnak (Société d’astronomie populaire de Dauphiné).

## Főbb művei
- Egyetemes földrajz I–III. Budapest, 1871–1878
- Nyelvemléktár III. Budapest, 1875
- A magyar birodalom leírása. Budapest, 1878
- Bains et sources d’eaux minérales du Trésor du Royaume de Hongrie. Budapest, 1883
- Gróf Székely László élete. Budapest, 1887
- Researches in Hunno-Scythic. London, 1893
- A Simonyi-féle Tüzetes magyar nyelvtan I. kötetének bírálata. Budapest, 1896

## További irodalom
- Sztankó Béla: Dadai Király Pál. Budapest, 1902